# Abraham Guie Gneki
Abraham Guie Gneki (ur. 25 lipca 1986 w San Pédro) – piłkarz grający na pozycji napastnika, reprezentant Wybrzeża Kości Słonionwej.

## Statystyki
| Sezon   | Klub               | Kraj              | Rozgrywki                 | Mecze | Bramki | Rozgrywki kontynentalne        | Mecze | Bramki |
| ------- | ------------------ | ----------------- | ------------------------- | ----- | ------ | ------------------------------ | ----- | ------ |
| 2006/07 | Jomo Cosmos        | Południowa Afryka | PSL                       | 3     | 0      | –                              | –     | –      |
| 2006/07 | Budapest Honvéd FC | Węgry             | Nemzeti Bajnokság I       | 5     | 2      | –                              | –     | –      |
| 2007/08 | Budapest Honvéd FC | Węgry             | Nemzeti Bajnokság I       | 25    | 9      | kw. do Pucharu UEFA            | 4     | 2      |
| 2008/09 | Budapest Honvéd FC | Węgry             | Nemzeti Bajnokság I       | 17    | 3      | Puchar Intertoto               | 5     | 2      |
| 2009/10 | Budapest Honvéd FC | Węgry             | Nemzeti Bajnokság I       | 27    | 5      | kw. do Ligi Europy             | 2     | 0      |
| 2010/11 | Tours FC           | Francja           | Ligue 2                   | 32    | 13     | –                              | –     | –      |
| 2011/12 | OGC Nice           | Francja           | Ligue 1                   | 21    | 1      | –                              | –     | –      |
| 2012/13 | OGC Nice           | Francja           | Ligue 1                   | 3     | 0      | –                              | –     | –      |
| 2012/13 | Lausanne Sports    | Szwajcaria        | Swiss Super League        | 10    | 1      | –                              | –     | –      |
| 2013/14 | Apollon Limassol   | Cypr              | Protathlima A’ Kategorias | 19    | 7      | Liga Europy                    | 2     | 1      |
| 2014/15 | Apollon Limassol   | Cypr              | Protathlima A’ Kategorias | 22    | 10     | kw. do Ligi Europy Liga Europy | 1 4   | 1 0    |
| 2015/16 | Apollon Limassol   | Cypr              | Protathlima A’ Kategorias | 29    | 6      | kw. do Ligi Europy             | 2     | 0      |
| 2016/17 | Apollon Limassol   | Cypr              | Protathlima A’ Kategorias | 16    | 6      | kw. do Ligi Europy             | 2     | 2      |
| 2017/18 | US Orléans         | Francja           | Ligue 2                   | 1     | 1      | –                              | –     | –      |